# Tour de France 1973
Die 60. Tour de France fand vom 30. Juni bis zum 22. Juli 1973 statt und führte auf 20 Etappen über 4140 km. Der viermalige Sieger Eddy Merckx war nicht an den Start gegangen, als Favorit galt Luis Ocaña Pernía, der in den beiden Jahren zuvor nach Stürzen hatte aufgeben müssen. Es nahmen 132 Rennfahrer an der Rundfahrt teil, von denen 87 klassifiziert wurden.

## Rennverlauf
Den Prolog gewann der Niederländer Joop Zoetemelk mit weniger als einer Sekunde Vorsprung auf Raymond Poulidor. Der Franzose, der während seiner gesamten Karriere nie das Gelbe Trikot tragen durfte, kam dem Trikot diesmal so nah wie nie zuvor.
Durch einen Sieg auf der siebten Etappe nach Gaillard übernahm Luis Ocaña Pernía das Gelbe Trikot nach einer Soloflucht. Am nächsten Tag setzte sich Ocaña gemeinsam mit dem Spanier José Manuel Fuente auf der Etappe nach Les Orres ab. Bereits am Col du Galibier hatten die beiden alle anderen Favoriten abgehängt, am Ziel hatte sich Ocaña noch von Fuente abgesetzt und einen Vorsprung von sieben Minuten auf Bernard Thévenet und über 20 Minuten auf Zoetemelk, Herman Van Springel, Lucien Van Impe und Poulidor herausgeholt. Ocañas Führung in der Gesamtwertung war nun ungefährdet, in Paris hatte er nach weiteren Etappensiegen in den Pyrenäen, den Alpen sowie im letzten Einzelzeitfahren 15 Minuten Vorsprung auf den zweitplatzierten Thévenet, dem zwei Etappensiege gelangen.
Auf der 13. Etappe nach Luchon stürzte Poulidor, auf einer ähnlichen Etappe, auf der 1971 Ocaña gestürzt und ausgeschieden war. Poulidor wurde nach seinem Sturz ins gleiche Krankenhaus wie zwei Jahre zuvor der Spanier eingeliefert, angeblich hatte er sogar das gleiche Bett. 
Am Ende konnte Ocaña nach sechs Etappensiegen einen deutlichen Toursieg erreichen. Er fuhr bei der Tour de France erstmals ein Rad mit einem Rahmen aus Titan, das als Werkstoff vorher nur in der Weltraum- und Flugzeugtechnik Einsatz gefunden hatte. Die Bergwertung gewann Pedro Torres, in der Punktwertung setzte sich Herman Van Springel durch, der zu Beginn der Tour auch für kurze Zeit das Gelbe Trikot trug.

## Die Etappen
| Etappe       | Datum    | Etappenorte                               | type              | Länge (km) | Etappensieger            | Gesamtführender     |
| ------------ | -------- | ----------------------------------------- | ----------------- | ---------- | ------------------------ | ------------------- |
| Prolog       | 30. Jun. | Scheveningen – Scheveningen               | Prolog            | 7,1        | Joop Zoetemelk           | Joop Zoetemelk      |
| 1. a Etappe  | 1. Jul.  | Scheveningen – Rotterdam                  | Flachetappe       | 84         | Willy Teirlinck          | Willy Teirlinck     |
| 1. b Etappe  | 1. Jul.  | Rotterdam – Sint-Niklaas                  | Flachetappe       | 137,5      | José Catieau             | Herman Van Springel |
| 2. a Etappe  | 2. Jul.  | Sint-Niklaas – Sint-Niklaas               | Teamzeitfahren    | 12,4       | Watney-Maes Pils         | Herman Van Springel |
| 2. b Etappe  | 2. Jul.  | Sint-Niklaas – Roubaix                    | Flachetappe       | 138        | Edouard Verstraeten      | Herman Van Springel |
| 3. Etappe    | 3. Jul.  | Roubaix – Reims                           | Flachetappe       | 226        | Cyrille Guimard          | José Catieau        |
| 4. Etappe    | 4. Jul.  | Reims – Nancy                             | Flachetappe       | 214        | Joop Zoetemelk           | José Catieau        |
| 5. Etappe    | 5. Jul.  | Nancy – Mülhausen                         | Hochgebirgsetappe | 188        | Walter Godefroot         | José Catieau        |
| 6. Etappe    | 6. Jul.  | Belfort – Divonne-les-Bains               | Hochgebirgsetappe | 244,5      | Jean-Pierre Danguillaume | José Catieau        |
|              | 7. Juli  | 1. Ruhetag in Divonne-les-Bains           | Ruhetag           |            |                          |                     |
| 7. a Etappe  | 8. Jul.  | Divonne-les-Bains – Gaillard              | Hochgebirgsetappe | 86,5       | Luis Ocaña               | Luis Ocaña          |
| 7. b Etappe  | 8. Jul.  | Gaillard – Les Allues                     | Hochgebirgsetappe | 150,5      | Bernard Thévenet         | Luis Ocaña          |
| 8. Etappe    | 9. Jul.  | Moutiers – Les Orres                      | Hochgebirgsetappe | 237,5      | Luis Ocaña               | Luis Ocaña          |
| 9. Etappe    | 10. Jul. | Embrun – Nizza                            | Hochgebirgsetappe | 234,5      | Vicente López Carril     | Luis Ocaña          |
| 10. Etappe   | 11. Jul. | Nizza – Aubagne                           | Hochgebirgsetappe | 222,5      | Michael Wright           | Luis Ocaña          |
| 11. Etappe   | 12. Jul. | Montpellier – Argelès-sur-Mer             | Flachetappe       | 238        | Barry Hoban              | Luis Ocaña          |
| 12. a Etappe | 13. Jul. | Perpignan – Thuir                         | Einzelzeitfahren  | 28,3       | Luis Ocaña               | Luis Ocaña          |
| 12. b Etappe | 13. Jul. | Thuir – Bolquère - Pyrénées 2000          | Hochgebirgsetappe | 76         | Lucien Van Impe          | Luis Ocaña          |
|              | 14. Juli | 2. Ruhetag in Pyrénées 2000               | Ruhetag           |            |                          |                     |
| 13. Etappe   | 15. Jul. | Bourg-Madame – Bagnères-de-Luchon         | Hochgebirgsetappe | 235        | Luis Ocaña               | Luis Ocaña          |
| 14. Etappe   | 16. Jul. | Bagnères-de-Luchon – Pau                  | Hochgebirgsetappe | 227,5      | Pedro Torres             | Luis Ocaña          |
| 15. Etappe   | 17. Jul. | Pau – Fleurance                           | Flachetappe       | 137        | Wilfried David           | Luis Ocaña          |
| 16. a Etappe | 18. Jul. | Fleurance – Bordeaux                      | Flachetappe       | 210        | Walter Godefroot         | Luis Ocaña          |
| 16. b Etappe | 18. Jul. | Bordeaux – Bordeaux                       | Einzelzeitfahren  | 12,4       | Joaquim Agostinho        | Luis Ocaña          |
| 17. Etappe   | 19. Jul. | Sainte-Foy-la-Grande – Brive-la-Gaillarde | Flachetappe       | 248        | Claude Tollet            | Luis Ocaña          |
| 18. Etappe   | 20. Jul. | Brive-la-Gaillarde – Puy de Dôme          | Hochgebirgsetappe | 216,5      | Luis Ocaña               | Luis Ocaña          |
| 19. Etappe   | 21. Jul. | Bourges – Versailles                      | Flachetappe       | 233,5      | Barry Hoban              | Luis Ocaña          |
| 20. a Etappe | 22. Jul. | Versailles – Versailles                   | Einzelzeitfahren  | 16         | Luis Ocaña               | Luis Ocaña          |
| 20. b Etappe | 22. Jul. | Versailles – Paris                        | Flachetappe       | 89         | Bernard Thévenet         | Luis Ocaña          |

## Endergebnisse

### Gesamtwertung
| \| Gesamtwertung \| Gesamtwertung \| Gesamtwertung \| Gesamtwertung \| Gesamtwertung \| \| Fahrer \| Fahrer \| Land \| Team \| Zeit \| \| ------------- \| ---------------------- \| ------------- \| ------------------------- \| ----------------- \| \| 1. \| Luis Ocaña \| Spanien \| BiC \| 122 h 25 min 34 s \| \| 2. \| Bernard Thévenet \| Frankreich \| Peugeot-BP-Michelin \| + 15 min 51 s \| \| 3. \| José Manuel Fuente \| Spanien \| Kas-Kaskol \| + 17 min 15 s \| \| 4. \| Joop Zoetemelk \| Niederlande \| Gitane-Frigécrème \| + 26 min 22 s \| \| 5. \| Lucien Van Impe \| Belgien \| Sonolor \| + 30 min 20 s \| \| 6. \| Herman Van Springel \| Belgien \| Rokado-De Gribaldy \| + 32 min 01 s \| \| 7. \| Michel Périn \| Frankreich \| Gan-Mercier-Hutchinson \| + 33 min 02 s \| \| 8. \| Joaquim Agostinho \| Portugal \| BiC \| + 35 min 51 s \| \| 9. \| Vicente López Carril \| Spanien \| Kas-Kaskol \| + 36 min 18 s \| \| 10. \| Régis Ovion \| Frankreich \| Peugeot-BP-Michelin \| + 36 min 59 s \| \| 11. \| Raymond Delisle \| Frankreich \| Peugeot-BP-Michelin \| + 37 min 43 s \| \| 12. \| Mariano Martínez \| Frankreich \| Gan-Mercier-Hutchinson \| + 40 min 49 s \| \| 13. \| Pedro Torres \| Spanien \| La Casera-Peña Bahamontes \| + 47 min 30 s \| \| 14. \| José Catieau \| Frankreich \| BiC \| + 49 min 12 s \| \| 15. \| Antonio Martos Aguilar \| Spanien \| Kas-Kaskol \| + 49 min 20 s \| |                        |             |                           |                   |
| |                        |             |                           |                   |
| Quelle: ProCyclingStats |                        |             |                           |                   |
| Gesamtwertung |                        |             |                           |                   |
| Fahrer | Fahrer                 | Land        | Team                      | Zeit              |
| 1. | Luis Ocaña             | Spanien     | BiC                       | 122 h 25 min 34 s |
| 2. | Bernard Thévenet       | Frankreich  | Peugeot-BP-Michelin       | + 15 min 51 s     |
| 3. | José Manuel Fuente     | Spanien     | Kas-Kaskol                | + 17 min 15 s     |
| 4. | Joop Zoetemelk         | Niederlande | Gitane-Frigécrème         | + 26 min 22 s     |
| 5. | Lucien Van Impe        | Belgien     | Sonolor                   | + 30 min 20 s     |
| 6. | Herman Van Springel    | Belgien     | Rokado-De Gribaldy        | + 32 min 01 s     |
| 7. | Michel Périn           | Frankreich  | Gan-Mercier-Hutchinson    | + 33 min 02 s     |
| 8. | Joaquim Agostinho      | Portugal    | BiC                       | + 35 min 51 s     |
| 9. | Vicente López Carril   | Spanien     | Kas-Kaskol                | + 36 min 18 s     |
| 10. | Régis Ovion            | Frankreich  | Peugeot-BP-Michelin       | + 36 min 59 s     |
| 11. | Raymond Delisle        | Frankreich  | Peugeot-BP-Michelin       | + 37 min 43 s     |
| 12. | Mariano Martínez       | Frankreich  | Gan-Mercier-Hutchinson    | + 40 min 49 s     |
| 13. | Pedro Torres           | Spanien     | La Casera-Peña Bahamontes | + 47 min 30 s     |
| 14. | José Catieau           | Frankreich  | BiC                       | + 49 min 12 s     |
| 15. | Antonio Martos Aguilar | Spanien     | Kas-Kaskol                | + 49 min 20 s     |

### Punktewertung
| Punktewertung | Punktewertung       | Punktewertung          | Punktewertung              | Punktewertung |
| Fahrer        | Fahrer              | Land                   | Team                       | Punkte        |
| ------------- | ------------------- | ---------------------- | -------------------------- | ------------- |
| 1.            | Herman Van Springel | Belgien                | Rokado-De Gribaldy         | 187 P.        |
| 2.            | Joop Zoetemelk      | Niederlande            | Gitane-Frigécrème          | 168 P.        |
| 3.            | Luis Ocaña          | Spanien                | BiC                        | 145 P.        |
| 4.            | Bernard Thévenet    | Frankreich             | Peugeot-BP-Michelin        | 139 P.        |
| 5.            | Walter Godefroot    | Belgien                | Flandria-Carpenter-Shimano | 139 P.        |
| 6.            | Barry Hoban         | Vereinigtes Königreich | Gan-Mercier-Hutchinson     | 110 P.        |
| 7.            | Gerard Vianen       | Niederlande            | Sonolor                    | 110 P.        |
| 8.            | Lucien Van Impe     | Belgien                | Sonolor                    | 109 P.        |
| 9.            | Mariano Martínez    | Frankreich             | Gan-Mercier-Hutchinson     | 89 P.         |
| 10.           | Jacques Esclassan   | Frankreich             | Peugeot-BP-Michelin        | 89 P.         |

### Bergwertung
| Bergwertung | Bergwertung          | Bergwertung | Bergwertung               | Bergwertung |
| Fahrer      | Fahrer               | Land        | Team                      | Punkte      |
| ----------- | -------------------- | ----------- | ------------------------- | ----------- |
| 1.          | Pedro Torres         | Spanien     | La Casera-Peña Bahamontes | 225 P.      |
| 2.          | José Manuel Fuente   | Spanien     | Kas-Kaskol                | 216 P.      |
| 3.          | Luis Ocaña           | Spanien     | BiC                       | 192 P.      |
| 4.          | Bernard Thévenet     | Frankreich  | Peugeot-BP-Michelin       | 119 P.      |
| 5.          | Lucien Van Impe      | Belgien     | Sonolor                   | 107 P.      |
| 6.          | Joop Zoetemelk       | Niederlande | Gitane-Frigécrème         | 83 P.       |
| 7.          | Vicente López Carril | Spanien     | Kas-Kaskol                | 80 P.       |
| 8.          | Joaquim Agostinho    | Portugal    | BiC                       | 46 P.       |
| 9.          | Francisco Galdós     | Spanien     | Kas-Kaskol                | 46 P.       |
| 10.         | Mariano Martínez     | Frankreich  | Gan-Mercier-Hutchinson    | 38 P.       |

### Kombinationswertung
| Kombinationswertung | Kombinationswertung | Kombinationswertung | Kombinationswertung | Kombinationswertung |
| Fahrer              | Fahrer              | Land                | Team                | Punkte              |
| ------------------- | ------------------- | ------------------- | ------------------- | ------------------- |

### Mannschaftswertung
| Mannschaftswertung | Mannschaftswertung | Mannschaftswertung | Mannschaftswertung |
| Team               | Team               | Land               | Zeit               |
| ------------------ | ------------------ | ------------------ | ------------------ |